# Dicrostonyx nunatakensis
Dicrostonyx nunatakensis — вид ссавців з родини Arvicolidae.

## Проживання
Країни проживання: Канада (Юкон). Цей вид зустрічається в скелястій альпійській тундрі. 